# Playtest
Un playtest (litt. « test de jeu » en français) est le processus par lequel un concepteur de jeux teste un nouveau jeu afin de détecter les bugs et les défauts de conception avant commercialisation. Le playtest peut être « ouvert », « fermé », « bêta » ou autres, et est très courant dans les jeux de société, les jeux de cartes à collectionner, les chasses au trésor, les jeux de rôle et les jeux vidéo, pour lesquels ils font désormais partie intégrante du processus de contrôle qualité. Une personne participant au test d'un jeu est appelée « testeur ».

## Terminologie
Le terme playtest est également couramment utilisé dans des situations non officielles où un jeu est testé par un groupe de joueurs pour leur usage privé, ou pour désigner une situation où une nouvelle stratégie ou un nouveau mécanisme de jeu est testé. Le playtesting fait partie des tests d'utilisabilité dans le processus de développement d'un jeu.

## Dans le jeu vidéo
La première employée chargée de la recherche sur les utilisateurs dans l'industrie vidéoludique est Carol Kantor, embauchée par Atari, Inc. en 1976. Auparavant, la société évaluait ses jeux principalement à partir des données relatives à la collecte de pièces, mais les playtests sont devenus une méthode essentielle permettant à Atari d'évaluer la viabilité commerciale de ses nouveaux jeux.
Steve Meretzky, d'Infocom, déclare que « la première partie du débogage est passionnante ; c'est le premier retour d'information. Quelqu'un joue réellement à votre jeu. Mais à la fin, vous en avez assez des petits problèmes. Vous avez passé trois mois à inventer le jeu, et maintenant vous devez passer autant de temps à le peaufiner ».